# Geografia Serbiei

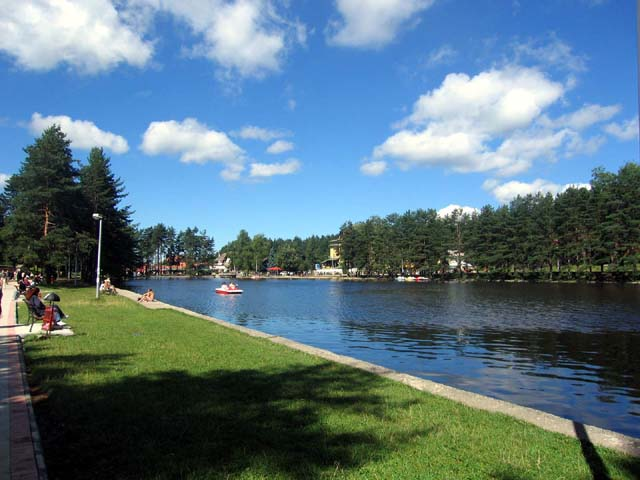
Zlatibor

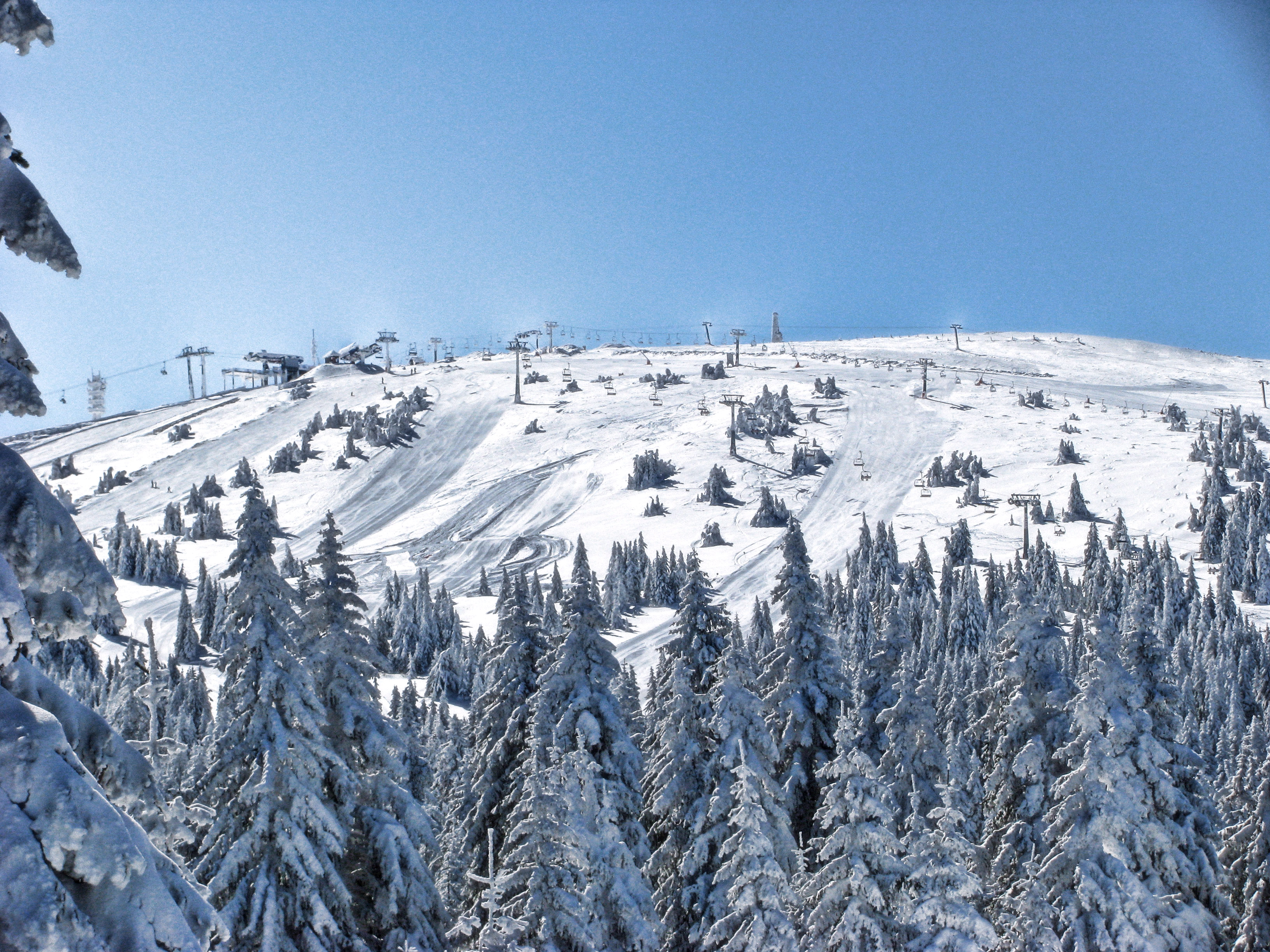
Parcul național Kopaonik, iarna

Serbia este situată în cuprinsul a două regiuni istorico-geografice, Balcanii de Vest și partea de sud a Câmpiei Panoniei. Are granițe comune cu Albania, Muntenegru, Bosnia și Herțegovina, Bulgaria, Croația, Macedonia, România și Ungaria. Fără a avea ieșire directă la mare, Serbia are acces prin intermediul Dunării la Marea Neagră și Europa Centrală.
Clima este continentală în nordul țării, cu ierni reci și veri umede și calde, iar în partea sudică are influențe mediteraneene, cu veri secetoase. Precipitațiile, în medie, sunt cuprinse între 700–900 mm anual, fiind aproximativ aceleași pe întreg teritoriul.
Cu un relief variat, câmpii fertile in partea de nord, Voivodina, dealuri și  munți in partea de sud-est, teritoriul Serbiei este străbătut de Dunăre si de râul Morava, afluent al fluviului.
Relieful Serbiei este predominant muntos în sud (aparținând Alpilor Dinarici, altitudine maximă 2656m în vf. Daravica) și est(Munții Serbiei, cu Defileul Dunării), colinar și de câmpie (Câmpia Moravei), în partea centrală, și numai de câmpie (Câmpia Dunării), în nord.
Din loc în loc, apar coline cu altitudini mari, cum ar fi Fruska Gora(539 m). În Câmpia Moravei(partea centrală), câmpie drenată de Morava, altitudinea maximă este de 250 m.
Hidrografia: Cele mai importante râuri sunt Dunărea(pătrunde în Serbia în dreptul localității Palanka, străbate statul de la NV la SE, trece prin orașele Novi Sad, Zemun, Belgrad, Smederevo și iese aproape de localitatea Ram) Tisa(afluent de stânga al Dunării), Drava, Sava și Morava(afluenți de dreapta ai Dunării).

## Împărțire administrativă

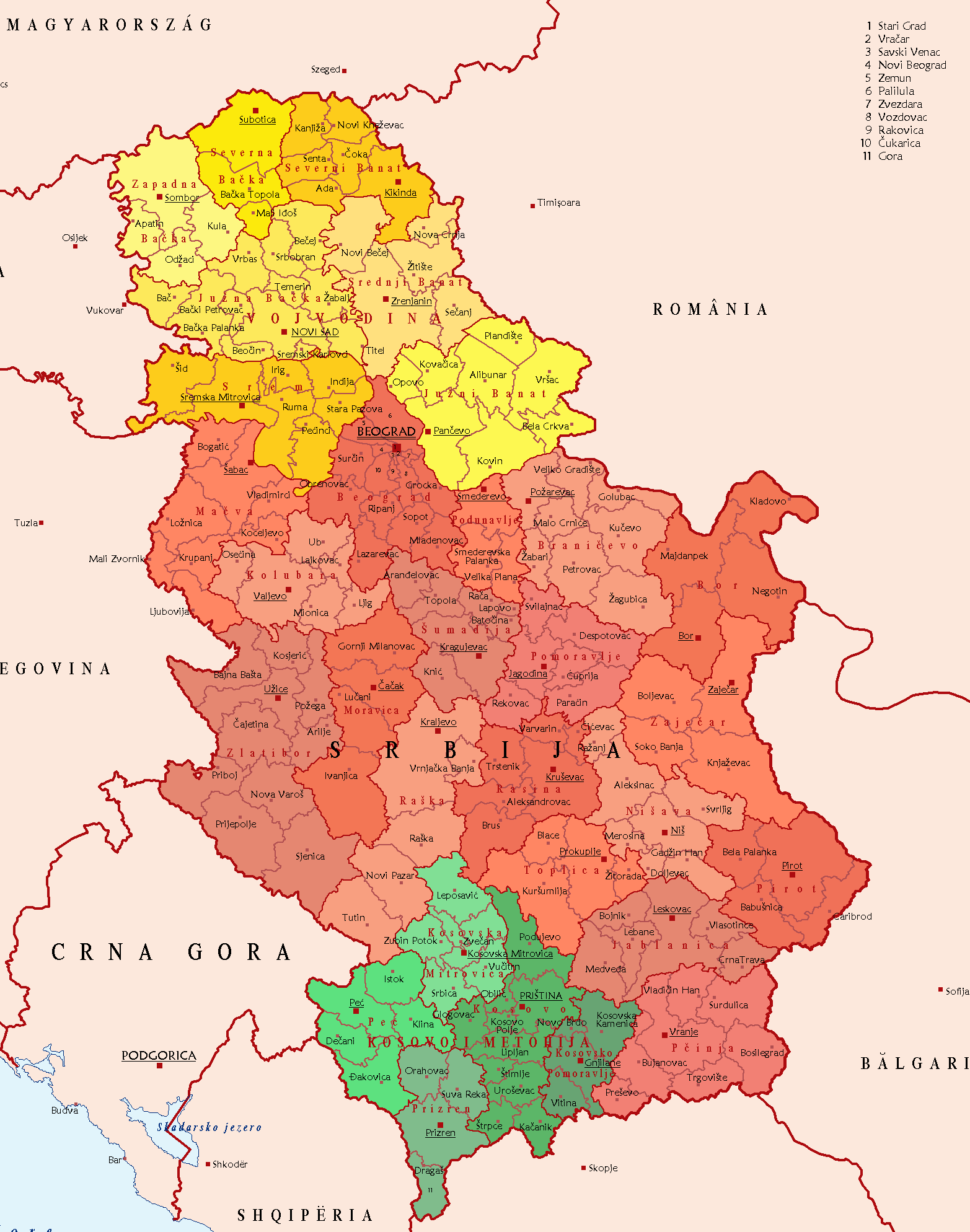
Harta politică a Serbiei

Serbia este divizată în 29 de județe, 5 dintre ele în Kosovo, și orașul Belgrad. Județele au în componență 108 diviziuni administrative. Serbia cuprinde, de asemenea, 2 provincii autonome: Kosovo și Metohija, aflată în partea de sud a țării, actualmente aflată în administrarea Națiunilor Unite, și Voivodina în partea de nord.

### Orașe
Orașele importante cu peste 100.000 de locuitori potrivit recensământului din anul 2002: 
- Belgrad: 1.119.642 și 1.576.124 în zona metropolitană
- Novi Sad: 216.582
- Priština: 200.000 (estimare 2002), 262.686 (estimare 2006)
- Niš: 173.724
- Kragujevac: 146.373
- Prizren:121.000 (estimare 2002), 165.227 (estimare 2006)
- Subotica: 99.981.